# Érimón
Érimón (também escrito Eremon, Héremón e Éiremhón ) filho de Míle Espáine (e bisneto de Breogán , rei celta da Galiza ), de acordo com lendas medievais irlandeses e as tradições históricas, era um dos chefes que participaram na invasão milesiana da Irlanda, que conquistou a ilha dos Tuatha Dé Danann . Foi um dos primeiros Altos Reis Milesianos.

## Mito
Antes de vir para a Irlanda, ele e seu irmão mais velho Éber Donn governavam conjuntamente a Hispânia . Seu tio-avô Ith fez uma expedição pacífica para a Irlanda, que ele tinha visto a partir do topo de uma torre construída por seu pai Breogán, mas foi morto pelos três reis dos Tuatha Dé Danann, Mac Cuill, Mac Cecht e Mac Gréine, e por vingança os Milesianos invadiram as terras dos Tuatha Dé Danann, com Erimon e Éber Donn no comando. Eles derrotaram os Tuatha Dé Danann na Batalha de Tailtiu, na Colina de Tara no atual Condado de Kerry . Éber Donn foi morto no início da batalha, e o Alto Reinado foi dividido entre Erimon ao norte e seu irmão mais novo Eber Finn ao sul   .
Érimón tinha duas esposas, Odba (a mãe de Muimne, Luigné e Laigne) ficara em Hispânia, e  Tea (mãe de Íriel Fáid) que o acompanhara a Irlanda e morreu na batalha. Tea deu origem ao nome do lugar Colina de Tara, onde foi enterrada.
Um ano após a batalha de Tailtiu, Éber Finn ficou insatisfeito com a divisão das terras, e travou uma batalha com seu irmão em Airgetros, sendo morto nela. Érimón tornou-se o único governante da Irlanda. Ele nomeou reis para as quatro províncias. Ele entregou Leinster para Crimthann Sciathbél da linhagem Fir Domnann; Munster foi entregue aos quatro filhos de Éber Finn, Ér, Orba, Ferón e Fergna ; Connacht foi destinada a Ún e Étan , filhos de Uicce; e o Ulster foi confiada a  Eber mac Ír. 
Durante seu reinado os Cruthin se estabeleceram na Irlanda. Érimón reinou por mais de dezessete anos, após sua morte em Airgetros, foi sucedido por seus filhos Muimne, Luigné e Laigné, que governaram conjuntamente .
Segundo Geoffrey Keating o reinado de Érimón ocorreu entre 1287 e 1 276 a.C. , já os Anais dos Quatro Mestres afirma que seria entre 1700 e 1 684 a.C..